# Yardley Gobion
Yardley Gobion is een civil parish in het bestuurlijke gebied South Northamptonshire, in het Engelse graafschap Northamptonshire met 1348 inwoners.